# Одра (футбольный клуб, Водзислав-Слёнски)
«О́дра» (пол. Miejski Klub Sportowy Odra Wodzisław Śląski) — польский футбольный клуб из города Водзислав-Слёнски. В настоящее время выступает в пятом по силе дивизионе польского чемпионата — Четвёртой лиге.

## История
Клуб основан в 1922 году под именем «Одра Водзислав-Слёнски». После Второй мировой войны до 1963 года команда называлась ПКП и была связана с Польскими железными дорогами. С 1963 по 1974 год клуб назывался «Гурник» (что в переводе значит «Шахтёр») и клуб спонсировала местная угольная шахта. Позже клуб вернулся к своему нынешнему имени «Одра» (в честь реки Одра). Команда дебютировала в Экстраклассе в сезоне 1996/97 и с ходу выиграла бронзовые медали. Домашние матчи команда проводит на стадионе МОСИР, вмещающем 7 400 зрителей.

## Выступление в еврокубках

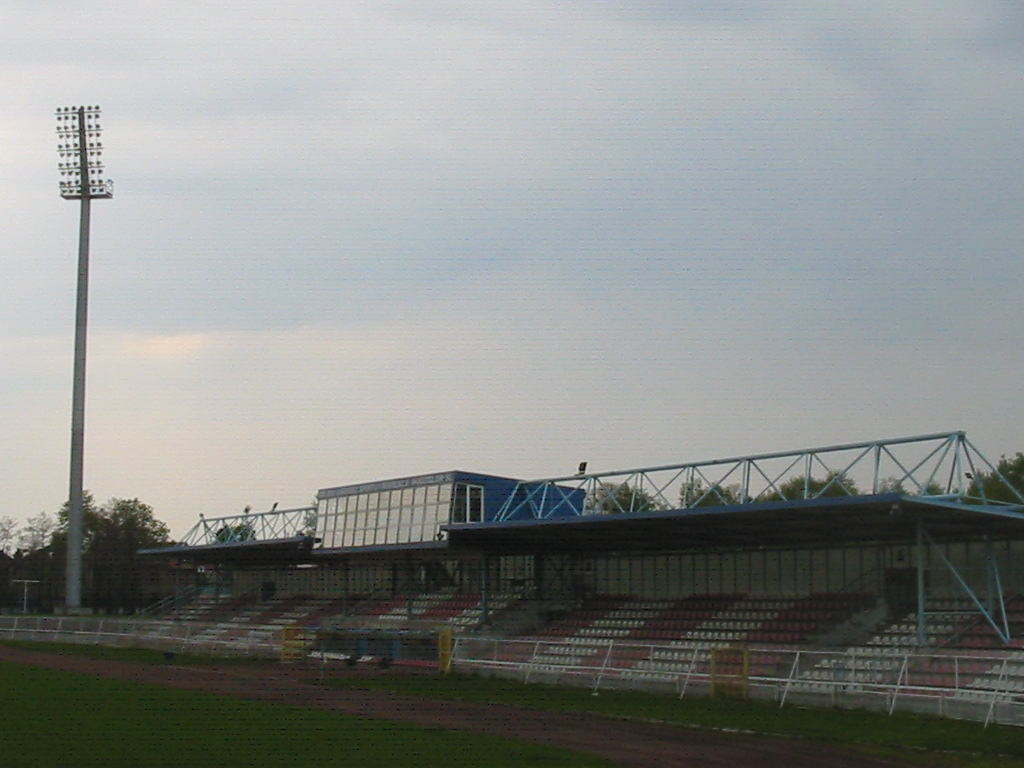
Стадион МОСИР в Водзислав-Слёнски

| Сезон   | Турнир          | Раунд |                           | Клуб             | Счёт     |
| ------- | --------------- | ----- | ------------------------- | ---------------- | -------- |
| 1997    | Кубок Интертото | GR    | Румыния                   | Рапид (Бухарест) | 2-4      |
|         |                 |       | Франция                   | Олимпик (Лион)   | 2-5      |
|         |                 |       | Словакия                  | Жилина           | 0-0      |
|         |                 |       | Австрия                   | Аустрия (Вена)   | 5-1      |
| 1997-98 | Кубок УЕФА      | 1Q    | Флаг Северной Македонии   | Победа           | 3-0, 1-2 |
|         |                 | 2Q    | Россия                    | Ротор            | 0-2, 3-4 |
| 2003    | Кубок Интертото | 1R    | Ирландия                  | Шемрок Роверс    | 1-2, 0-1 |
| 2004    | Кубок Интертото | 1R    | Флаг Беларуси (1995—2012) | Динамо (Минск)   | 1-0, 0-2 |

## Достижения
- Бронзовый призёр Чемпионата Польши: 1997
- Финалист Кубка польской лиги: 2009